# Açude Pentecoste
Açude Pentecoste är en reservoar i Brasilien.   Den ligger i delstaten Ceará, i den östra delen av landet, 1 600 kilometer nordost om huvudstaden Brasília. Açude Pentecoste ligger 58 meter över havet.
Omgivningarna runt Açude Pentecoste är huvudsakligen savann. Runt Açude Pentecoste är det glesbefolkat, med 16 invånare per kvadratkilometer.